# Maffeo Vegio

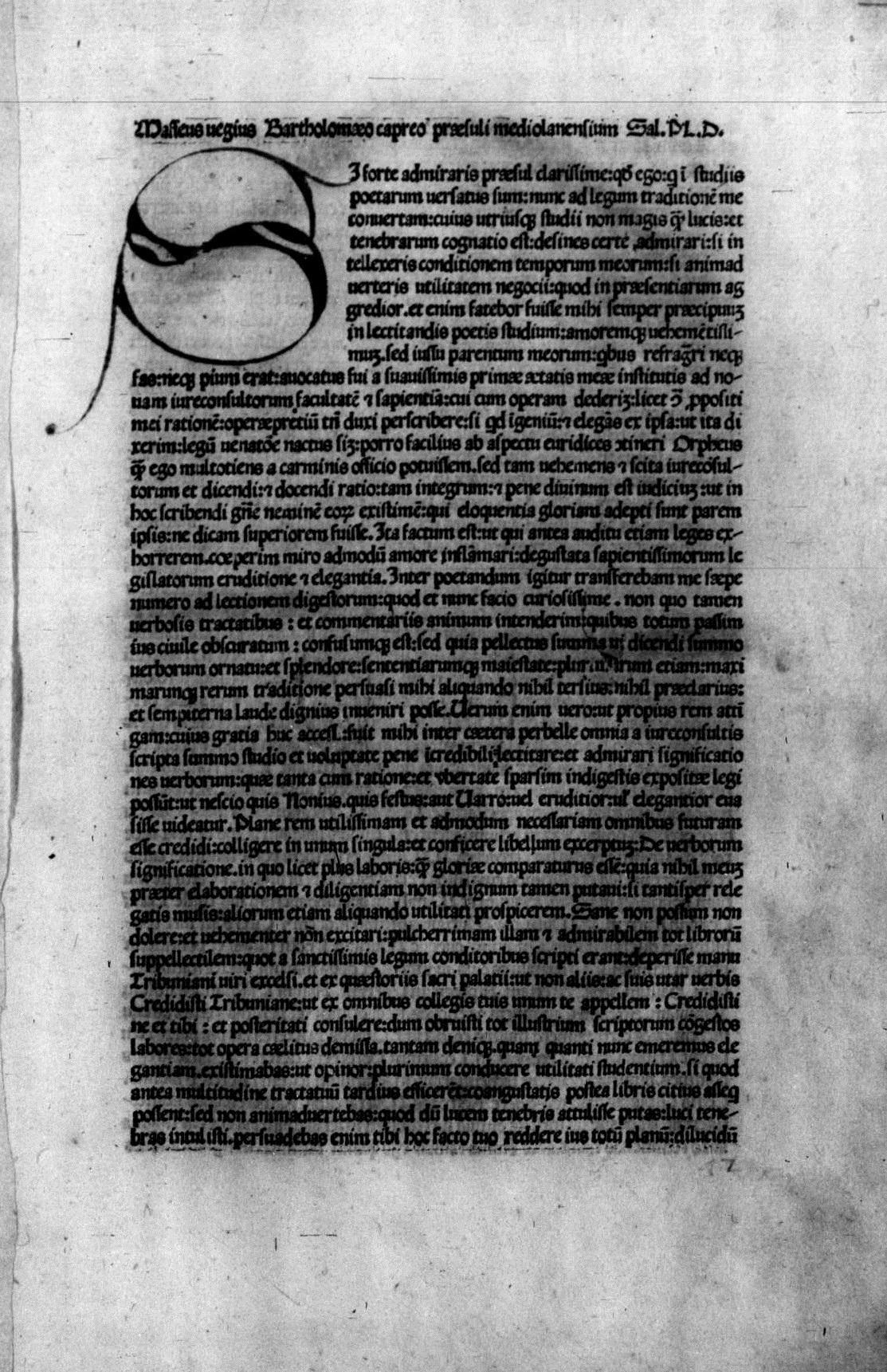
Una pàgina de Vocabula ex iure civili excerpta de Maffeo Vegio en l'edició de 1477

Maffeo Vegio, llatinitzat com a Mapheus Vegius (Lodi, 1407 – Roma, 1458), va ser un humanista, eclesiàstic, pedagog, escriptor i una personalitat destacada del Renaixement italià.

## Biografia
Nascut al nord d'Itàlia, va viure en l'ambient de la primera meitat del Quattrocento. Gaudí d'una formació de qualitat. De primer a Milà, on va seguir els ensenyaments de Bernardí de Siena. Després, a 19 anys, a Pavia va entrar en contacte amb personalitats rellevants entre les quals destaca Lorenzo Valia. A la Universitat de Pavia estudià filosofia, jurisprudència i finalment lletres. Per aquest darrer àmbit sempre si va sentir inclinat. Admirant i estudiant els antics poetes llatins i especialment a Virgili. En aquella ciutat va escriure bona part de la seva producció sobre de temes clàssics com l'Eneida.
A causa de la pesta va haver de deixar Pavia el 1431, va retornar a Lodi i Milà. El 1436 el papa Eugeni IV el va cridar a Roma per exercir de secretari dels breus pontificis. Com a membre de la Cúria pontifícia, va viatjar per diferents ciutats italianes, entre d'altres a Ferrara i Florència. Viatges que li van facilitar el contacte amb diversos humanistes com Leonardo Bruni, amb qui va fer amistat. El 1443 va ser nomenat pel papa canonge de Sant Pere del Vaticà.
S'interessà per l'obra i la visió de sant Agustí. El 1455 es decidí a ingressar a l'orde dels agustins, i a partir d'aquesta data va orientar gairebé exclusivament la seva activitat literària a temes religiosos. Va morir a Roma el 1458. Maffeo Vegio va deixar escrites unes cinquanta obres, en llatí, de les quals setze eren en prosa i en vers les restants, però adquirí fama per la seva continuació de l'Eneida de Virgili, que considerava inacabada, component un tretzè llibre.

## De educatione liberorum et eorum claris moribus
El vessant humanístic de Maffeo Vegio també el portà a interessar-se per l'educació i fou un dels més destacats pedagogs de l'humanisme italià. A De educatione liberorum et eorum claris moribus, erròniament atribuïda a Francesco Filelfo, recull les seves propostes educatives.
Les quals es basen en el criteri de què el fonament de l'educació és la religió. Defensà una educació humanista cristiana que uneixi l'herència clàssica i el cristianisme. Adverteix de la importància que tenen per a l'infant els primers contactes i relacions amb la mare. Creu que la instrucció escolar no ha d'iniciar-se abans dels cinc anys. També valora les virtuts educatives de treball manual al costat del mental. Veu que cal conèixer i respectar la manera de ser dels infants. Indica que en l'ensenyament cal defugir del verbalisme i estimular a l'estudi a través de la rivalitat i els debats.
Recomana tenir cura dels càstigs i refusa que siguin cruels per ser impropis de les persones.També demanda educació per a les nenes i noies.

## Selecció d'obres
Poemes
- Poemata et epigrammata, vers 1422.
- Rusticalia,
- De morte Astyanactis, 1430.
- Velleris aurei libri quattuor, 1431.

Textos religiosos
- Antoniados sive de vita et laudibus sancti Antonii, 1436-1437.
- De perseverantia religionis.
- De quattuor hominis novissimis, morte, judicio, inferno et paradiso meditationes.
- Vita sancti Bernardi Senensis.
- Sanctae Monicae translationis ordo. Item de sanctae Monicae vita et ejus officium proprium.

Obres morals
- De educatione liberorum et eorum claris moribus 1491.
- Disceptatio inter solem, terram, et aurum,
- Dialogus Veritatis et Philalethis,
- Palinurus sive de felicitate et miseria, 1445 :

Textos historiques
- De rebus antiquis memorabilibus Basilicae sancti Petri Romae, vers 1455-1457.

Textos jurídics
- Vocabula ex iure civili excerpta, 1477